# Landivy

Landivy este o comună în departamentul Mayenne, Franța. În 2009 avea o populație de 1,191 de locuitori.